# Янгол (фільм, 2018)
«Янгол» (ісп. El Ángel) — аргентино-іспанська біографічна кримінальна драма 2018 року режисера Луїса Ортеги. Фільм був представлений на Каннському кінофестивалі у секції Особливий погляд.

## Сюжет
В основі сюжету автобіографічна історія аргентинського серійного вбивці Карлоса Робледо Пуча.
Сімнадцятирічний юнак з кучерявим волоссям та дитячим обличчям змалку жадав чужих речей, але лише у підлітковому віці прокинулося його справжнє бажання стати злодієм. В школі він знайомиться з Рамоном, з яким у них розпочинається історія подорожей, кохання та злочинів.
Через янгольську зовнішність преса називає Карлоса «Янголом смерті». Всього він здійснив понад сорок крадіжок і одинадцять вбивств.
У віці 20 років Карлоса було засуджено до довічного. Сьогодні, після більш ніж сорока шести років ув'язнення, Карлос Робледо Пуч — в'язень, який пробув за ґратами найдовше в історії Аргентини.

## У ролях
- Лоренсо Ферро — Карлос
- Чіно Дарін — Рамон
- Даніель Фанего — Хосе, батько Рамона
- Мерседес Моран — Ана Марія, мати Рамона
- Сесілія Рот — Аврора, мати Карлоса
- Пітер Ланзані — Мігель, спільник Карлоса
- Луїс Гнекко — Ектор, батько Карлоса
- Ганна Вейр — Діана Елліс